# Indywidualne Mistrzostwa Polski na Żużlu 2013
Indywidualne Mistrzostwa Polski na Żużlu 2013 – zawody żużlowe, mające na celu wyłonienie medalistów indywidualnych mistrzostw Polski w sezonie 2013. Rozegrano cztery turnieje ćwierćfinałowe, dwa półfinały oraz finał, w którym zwyciężył Janusz Kołodziej.

## Finał
Finał rozegrano według nowej formuły: po 20 biegach zasadniczych, dwóch zawodników z największą liczbą punktów (P.Dudek – 13, J.Kołodziej – 13) awansowało bezpośrednio do finału, natomiast o dwa pozostałe miejsca rozegrano bieg półfinałowy, z udziałem zawodników z miejsc 3–6 (M.Janowski – 10, K.Kasprzak – 9, S.Ułamek – 9, K.Jabłoński – 9). Z biegu tego do finału awansowali M.Janowski i K.Kasprzak. O miejscach w klasyfikacji końcowej decydował bieg finałowy, zakończony zwycięstwem J.Kołodzieja, przed K.Kasprzakiem, M.Janowskim i P.Dudkiem.
- Tarnów, 6 października 2013
- Sędzia: Leszek Demski

| Msc. | Zawodnik            | Klub                 | Pkt     |             |  |
| ---- | ------------------- | -------------------- | ------- | ----------- |  |
| 1    | Janusz Kołodziej    | Unia Tarnów          | 13 +3   | (3,3,2,2,3) |  |
| 2    | Krzysztof Kasprzak  | Stal Gorzów Wlkp.    | 9 +2+2  | (2,0,3,3,1) |  |
| 3    | Maciej Janowski     | Unia Tarnów          | 10 +3+1 | (2,2,d,3,3) |  |
| 4    | Patryk Dudek        | Falubaz Zielona Góra | 13 +0   | (2,3,3,3,2) |  |
| 5    | Krzysztof Jabłoński | Falubaz Zielona Góra | 8 +1    | (2,3,3,0,0) |  |
| 6    | Sebastian Ułamek    | Start Gniezno        | 9 +0    | (3,1,2,1,2) |  |
| 7    | Piotr Protasiewicz  | Falubaz Zielona Góra | 8       | (0,2,3,0,3) |  |
| 8    | Grzegorz Walasek    | Stal Rzeszów         | 8       | (1,3,1,2,1) |  |
| 9    | Jarosław Hampel     | Falubaz Zielona Góra | 8       | (1,2,1,1,3) |  |
| 10   | Krystian Pieszczek  | Wybrzeże Gdańsk      | 7       | (3,2,0,d,2) |  |
| 11   | Tomasz Jędrzejak    | Sparta Wrocław       | 7       | (3,1,1,2,0) |  |
| 12   | Rafał Okoniewski    | Stal Rzeszów         | 7       | (0,1,2,2,2) |  |
| 13   | Bartosz Zmarzlik    | Stal Gorzów Wlkp.    | 5       | (0,0,2,3,0) |  |
| 14   | Marcin Rempała      | Kolejarz Opole       | 3       | (0,1,t,1,1) |  |
| 15   | Artur Mroczka       | Wybrzeże Gdańsk      | 2       | (1,0,0,t,1) |  |
| 16   | Damian Baliński     | Unia Leszno          | 2       | (t,u,1,1,d) |  |
| 17   | rez. Karol Baran    | KMŻ Lublin           | 1       | (1,0,0)     |  |

Bieg po biegu:
1. Ułamek, Jabłoński, Mroczka, Okoniewski
2. Pieszczek, Janowski, Walasek, Protasiewicz
3. Jędrzejak, Kasprzak, Baran (Baliński t), Rempała
4. Kołodziej, Dudek, Hampel, Zmarzlik
5. Walasek, Hampel, Ułamek, Baliński (u4)
6. Kołodziej, Pieszczek, Rempała, Mroczka
7. Jabłoński, Protasiewicz, Jędrzejak, Zmarzlik
8. Dudek, Janowski, Okoniewski, Kasprzak
9. Dudek, Ułamek, Jędrzejak, Pieszczek
10. Kasprzak, Zmarzlik, Walasek, Mroczka
11. Jabłoński, Kołodziej, Baliński, Janowski (d4)
12. Protasiewicz, Okoniewski, Hampel, Baran (Rempała t)
13. Kasprzak, Kołodziej, Ułamek, Protasiewicz
14. Janowski, Jędrzejak, Hampel, Baran (Mroczka t)
15. Dudek, Walasek, Rempała, Jabłoński
16. Zmarzlik, Okoniewski, Baliński, Pieszczek (d/start)
17. Janowski, Ułamek, Rempała, Zmarzlik
18. Protasiewicz, Dudek, Mroczka, Baliński (d4)
19. Hampel, Pieszczek, Kasprzak, Jabłoński
20. Kołodziej, Okoniewski, Walasek, Jędrzejak
21. Półfinał: Janowski, Kasprzak, Jabłoński, Ułamek
22. Finał: Kołodziej, Kasprzak, Janowski, Dudek